# Badminton op de Olympische Zomerspelen 2012
Badminton is een van de sporten die beoefend werden tijdens de Olympische Zomerspelen 2012 in Londen. De wedstrijden werden gehouden van 28 juli tot en met 5 augustus in de Wembley Arena.
Badminton op de Olympische Zomerspelen wordt beoefend in vijf onderdelen:
mannen enkelspel,
vrouwen enkelspel,
mannen dubbelspel,
vrouwen dubbelspel en
gemengd dubbelspel

## Kwalificatie
Elk Nationaal Olympisch Comité mocht maximaal drie deelnemers/paren per onderdeel inschrijven. Totaal konden maximaal 64 badmintonners zich kwalificeren voor de enkelspelen en 16 paren voor de dubbelspelen, zowel bij de mannen als bij de vrouwen.
Het belangrijkste kwalificatiecriterium was de wereldranglijst van de BWF op 3 mei 2012. Deze lijst leverde zowel bij de mannen als bij de vrouwen 16 paren voor het dubbelspel en 38 badmintonners in het enkelspel, op de volgende manier:
Enkelspel
- Plaats 1-4: spelers mochten deelnemen tenzij een land al 3 gekwalificeerde spelers had.
- Plaats 5-16: spelers mochten deelnemen tenzij een land al 2 gekwalificeerde spelers had.
- Plaatsen 17+: spelers mochten deelnemen tenzij een land al 1 gekwalificeerde speler had.
Dubbelspel
- Plaats 1-8: paren mochten deelnemen tenzij een land al 2 gekwalificeerde paren had.
- Plaats 9+: paren mochten deelnemen tenzij een land al 1 gekwalificeerd paar had.
Elk continent had gegarandeerd één deelnemer in elk individueel evenement. Als hieraan niet voldaan werd door de bovenstaande selectiemethode, kwalificeerde de hoogstgeplaatste speler/paar zich. Als er geen speler/paar in de lijst stond, dan kwalificeerde de winnaar van de laatst gespeelde continentale kampioenschappen tot mei 2012 zich. In het dubbelspel was elk continent dat een paar had in de top 50 van de wereldranglijst met ten minste één paar vertegenwoordigd.
Het gastland (Groot-Brittannië) had recht op minstens twee spelers in totaal, maar meer was toegestaan als er meerdere zich kwalificeerden volgens de kwalificatieregels.
De olympische tripartitecommissie nodigde deelnemers (maximaal drie mannen en drie vrouwen) uit kleinere landen uit om deel te nemen aan het enkelspeltoernooi.

## Speelschema
|                    | 28 juli   | 29 juli   | 30 juli   | 31 juli   | 1 aug       | 2 aug        | 3 aug          | 4 aug          | 5 aug          |
| ------------------ | --------- | --------- | --------- | --------- | ----------- | ------------ | -------------- | -------------- | -------------- |
| Mannen enkelspel   | Voorronde | Voorronde | Voorronde | Voorronde | Laatste 16  | Kwartfinale  | Halve finale   |                | Brons / Finale |
| Vrouwen enkelspel  | Voorronde | Voorronde | Voorronde | Voorronde | Laatste 16  | Kwartfinale  | Halve finale   | Brons / Finale |                |
| Mannen dubbelspel  | Voorronde | Voorronde | Voorronde | Voorronde |             | Kwartfinale  |                | Halve finale   | Brons / Finale |
| Vrouwen dubbelspel | Voorronde | Voorronde | Voorronde | Voorronde | Kwartfinale | Halve finale |                | Brons / Finale |                |
| Gemengd dubbelspel | Voorronde | Voorronde | Voorronde | Voorronde | Kwartfinale | Halve finale | Brons / Finale |                |                |

## Deelnemende landen
Er namen 51 landen deel. Tussen haakjes staat het aantal atleten per land. Sommige atleten namen deel in meerdere onderdelen.
| - Australië (5) - België (2) - Bulgarije (1) - Canada (4) - China (17) - Chinees Taipei (8) - Denemarken (9) - Duitsland (6) - Egypte (1) - Estland (1) | - Finland (2) - Frankrijk (2) - Groot-Brittannië (4) - Guatemala (1) - Hongkong (4) - Ierland (2) - IJsland (1) - India (5) - Indonesië (9) - Israël (1) | - Italië (1) - Japan (11) - Litouwen (1) - Malediven (1) - Maleisië (6) - Mexico (1) - Nederland (1) - Noorwegen (1) - Oeganda (1) - Oekraïne (2) | - Oostenrijk (2) - Peru (2) - Polen (6) - Portugal (2) - Rusland (6) - Singapore (4) - Slovenië (1) - Slowakije (1) - Spanje (2) - Sri Lanka (2) | - Suriname (1) - Thailand (6) - Tsjechië (2) - Turkije (1) - Verenigde Staten (3) - Vietnam (1) - Wit-Rusland (1) - Zuid-Afrika (4) - Zuid-Korea (12) - Zweden (1) | - Zwitserland (1) |

## Medailles

### Medaillewinnaars
| Onderdeel          | Goud | Goud                  | Zilver | Zilver                       | Brons | Brons                               |
| ------------------ | ---- | --------------------- | ------ | ---------------------------- | ----- | ----------------------------------- |
| Mannen enkelspel   | CHN  | Lin Dan               | MAS    | Lee Chong Wei                | CHN   | Chen Long                           |
| Mannen dubbelspel  | CHN  | Cai Yun Fu Haifeng    | DEN    | Mathias Boe Carsten Mogensen | KOR   | Jung Jae-sung Lee Yong-dae          |
|                    |      |                       |        |                              |       |                                     |
| Vrouwen enkelspel  | CHN  | Li Xuerui             | CHN    | Wang Yihan                   | IND   | Saina Nehwal                        |
| Vrouwen dubbelspel | CHN  | Tian Qing Zhao Yunlei | JPN    | Mizuki Fujii Reika Kakiiwa   | RUS   | Valeria Sorokina Nina Vislova       |
|                    |      |                       |        |                              |       |                                     |
| Gemengd dubbelspel | CHN  | Zhang Nan Zhao Yunlei | CHN    | Xu Chen Ma Jin               | DEN   | Joachim Fischer Christinna Pedersen |

### Medaillespiegel
| Plaats | Land       | NOC    | Goud | Zilver | Brons | Totaal |
| ------ | ---------- | ------ | ---- | ------ | ----- | ------ |
| 1      | China      | CHN    | 5    | 2      | 1     | 8      |
| 2      | Denemarken | DEN    | 0    | 1      | 1     | 2      |
| 3      | Japan      | JPN    | 0    | 1      | 0     | 1      |
| 3      | Maleisië   | MAS    | 0    | 1      | 0     | 1      |
| 5      | India      | IND    | 0    | 0      | 1     | 1      |
| 5      | Rusland    | RUS    | 0    | 0      | 1     | 1      |
| 5      | Zuid-Korea | KOR    | 0    | 0      | 1     | 1      |
| Totaal | Totaal     | Totaal | 5    | 5      | 5     | 15     |